# 조확
조확(曹確, 생몰년 미상)은 중국 당나라 후기에 활동했던 관료로, 당 의종 연간에 재상을 지냈던 인물이다. 자는 강중(剛中).

## 생애

### 출신 배경
조확은 당나라의 동도(東都)였던 낙양 출신으로, 그 출생 연도에 관해서는 알려져 있지 않다. 그의 추적할 수 있는 조상은 조부 조주(曹周)와 아버지 조경백(曹景伯)까지만 거슬러 올라갔다. 이들 부자는 모두 어떠한 관직에도 이름을 올리지는 못하였다. 다만, 아버지 조경백은 당 덕종 연간의 803년 중에 진사과에 급제하였고, 다시 제과(制科, 중국에서 황제가 직접 시행하던 과거)에까지 급제하였다.

### 초기 경력
조확은 당 문종(덕종의 현손) 연간의 837년 중에 진사과에 급제한 이후, 각지에 있는 여러 번진(藩鎭)의 막료를 역임하였다. 그는 후에 다시 장안으로 소환되어 시어사(侍御史)에 임명되었다. 후에 그는 공부원외랑(工部員外郞)으로 전임되어, 조서의 초안을 작성하는 업무를 담당하게 되었다. 그는 공부낭중(工部郞中)으로 승진하였고, 이와 동시에 한림학사(翰林學士)에 임명되었고, 후에 다시 중서성(中書省)의 중급 관리에 해당하는 중서사인(中書舍人)에 임명되었다. 후에 권지하남윤사(權知河南尹事, 하남은 지금의 낙양 일대)로 전임되어 해당 직책을 역임한 후, 다시 중앙으로 소환되어 병부시랑(兵部侍郞)을 역임하였다.

### 재상을 지내다
863년, 당시 병부시랑 겸 판탁지(判度支)로 있던 조확은 재위 중의 황제였던 당 의종(문종의 조카)에게서 동중서문하평장사(同中書門下平章事)의 직함을 추가로 제수받으면서, 실질적인 재상의 자리에 오르게 되었다. 이후, 중서시랑(中書侍郞) 겸 감수국사(監修國史)의 직책을 추가로 제수받았다. 조확은 유학에 정통하고 일 처리에 있어서 신중하였으며, 법도를 준수하였다고 전해진다. 867년 3월, 당 의종은 자신이 총애하는 악공(樂工) 이가급(李可及)을 좌위위장군(左威衛將軍)으로 임명하였는데, 이때 조확은 이같은 직책이 악공에게는 부적합하다는 점을 지적하였으나, 의종은 그의 간언을 받아들이지 않았다.

### 재상을 지내고 난 이후
조확은 870년까지 재상을 지냈다. 재상으로 있는 동안, 여러 차례 승진을 거듭하여 상서좌복야(尙書左僕射)에까지 이르렀다. 870년 3월에 그는 진해군 절도사(鎭海軍節度使, 본거지는 현 장쑤성 전장 시)에 보직되어 장안의 외지로 부임하게 되었다. 이때 동중서문하평장사의 직함은 명예 직함으로써 계속 유지하였다. 후에 그는 하중절도사(河中節度使, 본거지는 현 산시성 윈청시)로 전임되었는데, 재임 중에 하중에서 사망하였다. 그러나 그의 사망 시점에 관해서는 알려져 있지 않다.

## 형제 및 자녀
조확에게는 조분(曹汾)이라는 동생이 있었는데, 그 또한 진사과에 급제하여 상서랑(尙書郞)・지제고(知制誥) 등을 거쳐 후에 중서사인에까지 승진하였다. 그 후, 하남윤(河南尹)으로 전임되었다가 충무군 절도사(忠武軍節度使, 본거지는 현 허난성 쉬창 시)를 역임하였고, 다시 중앙으로 복귀하여 호부시랑(戶部侍郞) 겸 판탁지에까지 이르렀다. 재임 중에 사망하였는데, 그 또한 형과 마찬가지로 사망 시점이 알려져 있지 않다. 이들 형제가 함께 장상(將相)의 지위에 오르자, 이를 영광스럽게 여기는 인사들이 많았다고 전해진다. 자는 도겸(道謙).
조확에게는 조희보(曹希甫)와 조희간(曹希幹) 두 아들이 있었다. 장남 조희보의 자는 숭신(嵩臣)이고, 차남 조희간의 자는 하신(荷臣)이다.

## 참고 자료
- 《구당서》제177권 - 열전(列傳) 제127권
- 《신당서》제181권 - 열전(列傳) 제106권
- 《자치통감》제250권・제252권